# Henri Françillon
Henri Françillon   (Port-au-Prince, 26 de maig de 1946) fou un futbolista haitià de la dècada de 1970.
Fou 26 cops internacional amb la selecció d'Haití amb la qual participà en la Copa del Món de futbol de 1974.
Pel que fa a clubs, destacà a Victory SC i TSV 1860 München.